# 渡部猛
渡部猛（日语：／ Watabe Takeshi，1936年3月21日—2010年12月13日），日本男性配音員、演員。出身於高知縣。身高168cm。B型血。

## 生平
本名前野 益里（まえの ますさと）。高知縣立高知小津高等學校畢業。明治大學文學院演劇學科中退。最終所屬81 Produce。以前經歷高知放送劇團、劇團仲間、劇團市民劇場（創立人）、東京俳優生活協同組合。
渡部在成為專業配音之前，已從1950年代開始多次參加真人電影的拍攝。
進入配音業界之後，主要演壞人和反派，其中在《特攝影集》系列經常為怪人配音。除了反派之外，還有演過溫柔的中年男子及老人。
特長是講土佐方言。因此他在1980年的NHK大河劇《獅子的時代》飾演劇中的歷史人物中島信行期間，同時兼任方言監修。
動畫方面，為人熟悉的代表配音作品有《哆啦A夢 (大山羨代版)》的雷公老爹〈神成先生〉、《逮捕令》的蟻塚警視正〈蟻塚貴男〉、《上班族金太郎》的大島源造、《阿倍野橋魔法☆商店街》今宮聖志的祖父〈今宮太郎〉、《高機動交響曲GPO》的風間東二、《北斗神拳》的牙大王及《火影忍者》&《疾風傳》的蛤蟆文太等。
興趣：網球、讀書、開車旅行。
晚年因罹患肺癌而必須進行療養，2010年12月13日因肺炎去世，享壽74歲。
2012年，追頒第6屆聲優Awards特別功勞獎。

### 逸事
渡部在參加特攝影集《宇宙刑事卡邦》期間，曾代替因為喉嚨不適須需要休養的飯塚昭三為反派角色唐·荷拿獻聲。還有，電視動畫《哆啦A夢 (大山羨代版)》登場的雷公老爹〈神成先生〉聲優兼本新吾於1991年病逝之後，由渡部接替到2005年完結為止。
還有，藤岡重慶去世之後，渡部繼承《明日之丈》的角色丹下段平在其它遊戲和廣告再度登場的工作。
渡部在電視動畫《北斗神拳》幫反派牙一族首領牙大王配音期間，曾經有在錄製「嗚哇～、噠～、唄耶耶耶耶～！」（被作品主角拳四郎打敗）等悲鳴叫聲和即興台詞等台詞時，叫出自己的名字卻被錄音人員喊OK的逸事。但是同樣的台詞渡部又在劇場版喊出時，反而被錄音人員喊NG重來。

## 繼任
在渡部逝世後，配音員接任作品如下：
- 長克巳、町田政則－『忍者亂太郎』：塚口水堂
- 中博史－『火影忍者疾風傳』：蛤蟆文太
- 堀内賢雄－『元氣媽媽』：爺爺
- 加藤精三、津久井教生－『「法」妻』：喬納斯·史坦
- 飯塚昭三－『宇宙刑事卡邦 THE MOVIE』：唐·荷拿[註 3]、『假面騎士：鬥騎大戰』系列：創世王[註 4]
- 增谷康紀－『七龍珠究極任務』：潘布金
- 星野充昭－『七龍珠究極任務』：姆奇·莫奇
- 立木文彥－『柏青哥遊戲 明日之丈2』：頃卷權藤
- 寶龜克壽－『午夜狂奔』：東尼[註 5]

## 演出
粗體字表示主要角色。

### 電視劇
TBS
- 第25話「家欲」（1966年）
- 遙 −娘後−（1981年）
- 紅族的叛亂（1984年）－營業部長
- 橋田壽賀子劇場／女人的一生懸命 第6－8話（1987年）－演出家的配音

富士電視台
- 三匹之侍
  - 第4季 第17話「惡童們」（1967年）－津田新八
  - 第5季 第9話「鶴之助參上」（1967年）
  - 第5季 第11話「陷阱」（1967年） - 隱亡
  - 第5季 第20話「白色幻花」（1968年）－役人
  - 第6季 第6話「看見地獄了」（1968年）－仲買人
- 太妹刑事II 少女鐵假面傳說 第27話「雪乃復活! 暗待」（1986年）－加藤醫師
- 世界奇妙物語 第2季「死神」（1991年）
- 毛骨悚然撞鬼經驗「新娘是蛇女」（1992年）

NHK
- 大河劇
  - 勝海舟（1974年）－中村仙之助
  - 花神（1977年）
  - 獅子的時代（1980年）－中島信行[註 6]
  - 山頂的群像（1982年）－沼口兵太夫
  - 春日局（1989年）－渡邊內藏助
- 連續電視小說「醬油的女兒阿香」（1985年）

NHK綜合
- （1990年－1995年）－大魔王
- 媽媽排球隊 第3話（2009年）－的配音

日本電視台
- 新五捕物帳 第22話「泣夜鳥」（1978年）－源太
- 第13話「北北西向走」（1981年）－CIA組織（トニー·マーテブー）的配音
- 第26話「最後感!!」（1984年）－計程車司機
- 週二懸疑劇場 松本清張特輯 溫柔的地方（1988年）

其它電視台
- 新春連續劇特輯「春燈」（1989年，朝日電視台）

### 電影
- 戰爭與人間 第三部 完結篇（1973年）－關東君參謀
- 東京灣燃燒（1975年）－刑事
- （1977年）－首席
- 太妹刑事（1986年）[註 7]

### 電視動畫
1968年
- [註 8]

1969年
- 海底小遊俠（西格馬）
- 忍風KAMUI外傳（名張之五）
- 海螺小姐

1970年
- 明日之丈（鬼姬會幹部平田）
- 昆蟲物語 孤兒哈奇（螳螂）

1971年
- 動畫紀錄片 決斷[11]

1972年
- 鐵甲飛天俠（火炎岩石機器人）
- 海王子（波塞東族長老）
- 科學小飛俠（國王）
- 樫木莫克（多羅、托尼斯領主、巴茲拉、吉普賽人、隊長、獵師）
- 惡魔人（妖獸凱聶特斯）

1973年
- （伊森、赤助）
- 小酋長小黑
- 再造人卡辛（邦特斯）

1974年
- 極真派空手道（伊旺·洛戈斯基）

1975年
- 時間飛船（庫克船長、親方、斯魯巴、將軍）
- 蜜蜂瑪雅歷險記（雀蜂、雀蜂的重臣）

1976年
- 太空五小義 哥頓（地震魔王）
- 大空魔龍（懷爾德）
- 尋母三千里（亞歷山大·喬凡尼船長）
- 保羅歷險記（雙頭的首領、科洛基）

1977年
- 咪咪流浪記
- 棒球少年貫太（船長、城山大作）
- 無敵超人桑波特3（蓋佐克、大瀧社長）
- 小雙俠 (1977年版)（大王、草莓小子、赤出九齊）

1978年
- 科學小飛俠II（卡辛格博士）
- 佩琳物語（大尉）
- 無敵鋼人泰坦3（特別I號、廿德爾）
- 魯邦三世 (TV第2系列)（必殺人九郎）

1979年
- 怪盗魯邦813之謎（警視總監[12]）
- 科學小飛俠F（薩邦達、研究員）
- 人造人009 (1979年版)（迦莫博士〈第2代〉）
- 魯邦三世 (TV第2系列)（金閣、史密斯）
- Z超人

1980年
- 明日之丈2（頃卷權藤）
- 太陽的使者 鐵人28號（戴翁）
- 傳說巨神伊甸王（古巴巴、德倫）
- 大白鯨（帝王查爾根、巴卡斯）
- 魯邦三世 (TV第2系列)（明尼蘇達·法茨）

1981年
- 銀河旋風突擊隊（楊里哥）
- 戰國魔神豪將軍（斯夫曼）
- 漫畫水戶黃門（向井將監）

1982年
- 怪物小王子 (1980年版)
- 衝鋒勝平（頭目）

1983年
- 亞空大作戰斯蘭格爾（霍爾克瑞薩）
- 機甲創世記（法蘭基）
- 光速電神Albegas（西鄉漱石）
- 無敵三四郎（黑崎玄剛）
- 漫畫日本史
- 未來警察浦島人（阿爾卡朋）

1984年
- 北斗神拳（巴卡姆、戈拉斯、牙大王）

1985年
- 蒼藍流星SPT雷茲納（葛瑞斯提督）
- 高爾夫頑童猿丸（鹿島大造）

1986年
- 銀牙 -流星 銀-（竹田五兵衛）

1987年
- 超能力魔美（黑岩）
- 城市獵人（吹雪）
- 七龍珠（昇拳）
- 妙手小廚師（黃金手大虎）

1988年
- 昆蟲戰士（蓋波）
- 美味大挑戰（京極萬太郎）
- 小公子西迪（道林柯特伯爵[13]）

1989年
- 機動警察（老爹）
- 勇者鬥惡龍（大魔王巴拉莫斯）

1990年
- 惡魔君（所羅門王）
- 七龍珠Z特別篇：一個人的最終決戰 ～挑戰弗利薩的Z戰士 孫悟空之父～（潘布金）
- 藤子不二雄A的夢魔子（監督、春彥的父親）

1991年
- 城市獵人'91（社長）
- 哆啦A夢 (大山羨代版)（雷公老爹〈神成先生／第2代〉）
- 奇天烈大百科（狗、三吉、片桐麻衣、晴美）
- 校園七大不可思議神秘事件（宮尾老師）
- 閃電霹靂車（格雷·史坦貝克）
- 丸出日太夫（大）

1992年
- 宇宙騎士BLADE（韋柏）
- 蠟筆小新（池袋薰、戰車隊隊長、傲慢鐵人、頭目、壽司屋客人、雷意地惡老頭、旁白、專務、惡代官、棟梁、塚前太郎）
- 超電動機械人 鐵人28號FX（賽洛斯博士）
- 法蘭德斯之犬 我的帕特拉許

1993
- 海潮之聲（校長）[註 6]
- 劍勇傳說YAIBA（始祖）
- 忍者亂太郎（塚口水堂〈初代〉）
- 幽☆遊☆白書（白虎）

1994年
- 銀河戰國群雄傳（孟閣）
- 忍者亂太郎（坊主）

1995年
- 新機動戰記鋼彈W（金塔的祖父）

1996年
- 蒙面俠蘇洛傳（佩特羅）
- 逮捕令（蟻塚警視正〈蟻塚貴男〉）
- 七龍珠GT（姆奇·莫奇）
- 美少女戰士Sailor Stars（桐山／仿古水手）
- 熱鬥小馬（堀江信彥）
- 名偵探柯南（主人）

1997年
- 手塚治虫的舊約聖書物語（新法拉歐）
- 爆笑吸血鬼'99（火炎魔）
- MAZE☆爆熱時空（男創主）
- 名偵探柯南（橘英介）

1998年
- 愛莉絲SOS（發明老爹）
- 星際牛仔（契斯馬斯特·海克斯）
- 星方遊俠（老人）
- 忍者亂太郎（托兒所所長）
- 女棒甲子園（善次郎）
- 神奇寶貝（村長）
- 吉本無知子（日本龍蝨島木〈初代〉）

1999年
- 快感指令（潔西卡的雇主）
- 麻辣教師GTO（貨車司機）
- 週刊故事樂園（警官、鄰國之王、政治家1）
- 地球防衛企業（桃井伊吹的養父[14]、竹中）
- Petshop of Horrors（部長）
- 炸彈人 彈珠人爆外傳V（高庫亞克寶）
- 名偵探柯南（淡海）

2000年
- 週刊故事樂園（真鍋、腹話術師的真實身份）
- 傀儡師左近（寺尾剛造）

2001年
- 青春草莓蛋（德川八千男）
- 沙漠的海賊！隊長庫珀（加爾波）
- 上班族金太郎（大島源造）
- 七虹香電擊作戰（葛野建造）
- NOIR（泰瑞斯坦）
- 魔法戰士李維（艾拉的父親）
- 名偵探柯南（荒卷義市）

2002年
- 水瓶戰記 Sign for Evolution（上倉多尚之）
- 阿倍野橋魔法☆商店街）（今宮聖志的祖父〈今宮太郎〉）
- 十二國記（中嶋正志）
- 爆鬥宣言大鋼彈（町長）
- 鈴鐺貓娘Panyo Panyo（爸爸）
- 名偵探柯南（馬島道吉、成增健三）

2003年
- 妙妙魔法屋（洛索克長老）
- 萬花筒之星（亞蘭）
- 京極夏彥 巷説百物語（彌平）
- 音速小子X（黃櫸樹榆科）
- 火影忍者（蛤蟆文太）
- FIRESTORM（德魯·馬崁里斯特司令官）
- 驚爆危機？校園篇（硝子山高校橄欖球社社長）

2004年
- 怪傑佐羅利（國王）
- 混沌武士（隠元和尚）
- 火鳥（韓國）
- 忘却的旋律（總理大臣）
- 神奇寶貝超世代（石神井博士）
- 妄想代理人（主持人）
- MONSTER（穆勒聘請的偵探）

2005年
- 高機動交響曲GPO（風間東二）
- Gallery Fake（宮司）
- 新釋 真田十勇士 The Animation（福島清洲侍從正則[15]）
- SoltyRei（華特）
- 名偵探柯南（北村勝五郎）

2006年
- 童話槍手小紅帽（長老）
- 獸爪（館長）

2007年
- 銀魂（遠山珍太郎）
- 逮捕令 全速前進（蟻塚警視正〈蟻塚貴男〉）
- 魯邦三世：霧之謎（歐比塔基[16]）
- 羅密歐×茱麗葉（神父）

2008年
- 骷髏13（頓·喬邦尼、托米·奈巴羅）
- 死後文（千川大輝的父親）
- 強襲魔女（不列顛尼亞聯邦首相）
- 名偵探柯南（吉川經夫）

2009年
- 火影忍者疾風傳（蛤蟆文太〈初代〉）
- 元氣媽媽（爺爺〈初代〉）
- 道子與哈金（ブン）

### 電影動畫
1982年
- 機動戰士鋼彈III：相逢宇宙篇（康斯肯）

1983年
- Crusher Joe（聶羅）

1986年
- 劇場版 北斗神拳（牙大王）

1990年
- 城市獵人：海灣城市之戰爭（戈梅斯）
- 哆啦A夢：大雄與動物行星（地產仲介）

1991年
- 機動戰士鋼彈F91（寇斯莫·艾基休大佐）

1992年
- 機動戰士鋼彈0083：吉翁的殘光（約翰·高文）
- （加爾加）

1997年
- 哆啦A夢：大雄的發條都市冒險記（播種人〈魔怪姿態〉）

1999年
- 逮捕令 the MOVIE（蟻塚警視正〈蟻塚貴男〉）
- 哆啦A夢：大雄的宇宙漂流記（馬茲拉）

2001年
- 名偵探柯南：往天國的倒數計時（大木岩松[17]）

2002年
- 6 ANGELS（東·坎尼翁）

### OVA
1986年
- AI CITY
- 新空手道地獄變（洛瑟爾）
- 裝鬼兵MD蓋斯特（葛瑞姆）

1988年
- 裝甲騎兵 紅肩隊記錄 野心的根源（聶哈爾科）

1989年
- 力王 RIKI-OH 等括地獄（杉山德三）

1990年
- 高校太保（福神的店主）

1991年
- INFERIUS惑星戰史外傳 CONDITION GREEN（基朗大佐）
- 機動戰士鋼彈0083：Stardust Memory（約翰·高文）
- 銀河英雄傳說（赫爾穆特·連列坎普）
- 黑天黑地黑道情（豬首硬四郎）

1992年
- 超時空要塞II -LOVERS AGAIN-（巴魯傑艦長）
- 遊（西野組長）

1993年
- 怪醫黑傑克（愛斯特方大佐）

1994年
- 真・孔雀王（教主）

1995年
- 沈默的艦隊（海原大吾）
- 無責任艦長（栗栖參謀）
- 闇夜時代劇（近藤勇）

1996年
- 爆笑吸血鬼（師團長）

1997年
- 工業哀歌排球男孩（日语：工業哀歌バレーボーイズ）（田山）

1998年
- DINOZAURS
- 閃電霹靂車SIN（格雷·史坦貝克）

1999年
- 菜菜子解體診書（葛里非斯）

2000年
- 銀河英雄傳說外傳 奪還者（赫爾穆特·連列坎普）

2001年
- 人造人基凱達01 THE ANIMATION（影之黑夜）
- Z.O.E 2167 IDOLO（哈洛茲）

2004年
- 新蓋特機器人（住職）

2005年
- FLCL（警備員B）

2007年
- 裝甲騎兵 裴爾森密件（聶哈爾科）

### 遊戲
1996年
- 新超級機器人大戰（葛瑞斯）
- 人造人間電腦黑魔 最後的審判（瓦爾達）

1998年
- 機動戰士鋼彈 基連的野望（約翰·高文）
- 閃亮銀槍（宋天蓋）

1999年
- 亞蘭多拉2 魔進化之謎（梅菲斯特）
- 超級英雄作戰（瓦爾達）

2000年
- S鋼彈 G世代-F（約翰·高文）
- 北斗神拳 世紀末救世主傳說（牙大王、馬美亞村長老）

2001年
- 明日之丈鬥打 ～打字泪橋～（丹下段平）
- 日昇英雄譚2（葛瑞斯）
- 逮捕令 YOU'RE UNDER ARREST（蟻塚警視正〈蟻塚貴男〉）

2002年
- 機動戰士鋼彈 基連的野望 基連獨立戰爭記（約翰·高文、漢茨·貝亞、Zimmad社重役）
- 機動戰士鋼彈戰記 Lost War Chronicles（約翰·高文）

2003年
- 明日之丈 ～燃盡全力！～（丹下段平）
- 機動戰士鋼彈 相逄在宇宙（約翰·高文、MS-06R部隊隊員）
- 日昇世界戰爭 from 日昇英雄譚（葛瑞斯）
- 十二國記 -紅蓮之標 黃塵之路-（松山誠三）
- SPIDER-MAN（科學家）
- 火影忍者 木葉的忍者英雄們（蛤蟆文太）

2004年
- 火影忍者 木葉的忍者英雄們2（蛤蟆文太）

2005年
- 機動戰士鋼彈 一年戰爭（康斯肯）
- 絕對服從命令（艾德華·威爾尼克）
- 火影忍者 漩渦絢爛篇（蛤蟆文太）

2006年
- Another Century's Episode 2（約翰·高文）
- 高機動交響曲GPO（風間東二）
- 機動戰士鋼彈 CLIMAX U.C.（約翰·高文、斯莫·艾基休）
- 火影忍者 最強忍者大結集4 DS（蛤蟆文太）

2007年
- S鋼彈 G世代 SPIRITS（約翰·高文、斯莫·艾基休）

2008年
- 機動戰士鋼彈 基連的野望 阿克西斯的威脅（約翰·高文）
- 超級機器人大戰Z（蓋佐克）

2009年
- 機動戰士鋼彈 基連的野望 阿克西斯的威脅V（約翰·高文）
- 火影忍者 終極風暴（蛤蟆文太）

2010年
- 火影忍者 終極風暴2（蛤蟆文太）

2012年
- 機動戰士鋼彈 木馬的軌跡（康斯肯）[註 9]

2015年
- 第3次超級機器人大戰Z 天獄篇（蓋佐克）[註 9]

2016年
- SD鋼彈 G世代 GENESIS（約翰·高文、戰記劇本旁白）[註 9]

### 外語配音

#### 演員
耶佛·哥圖
- 異形（Parker）※LD版[註 10]。
- 怪宴（英语：Drum (1976 film)）（Blase〈Yaphet Kotto 飾演〉）
- 午夜狂奔（Alonzo Mosely）※VHS版。

喬·維塔瑞利
- 老大靠邊閃2︰歪打正著（Jelly）
- 子彈橫飛百老匯（Nick Valenti）
- 江湖好漢（Joe Profaci）

#### 電影
- 加州玩偶（英语：...All the Marbles） ※朝日電視台版[註 11]。
- 決戰3點10分（英语：3:10 to Yuma (1957 film)） ※朝日電視台版。
- 戰地春夢 (1957年電影)（Passini〈Leopoldo Trieste 飾演〉）
- 荒野大鏢客（手下B）※朝日電視台舊錄製版。
- 褪色天堂（英语：A Thousand Acres (film)）（Harold Clark〈Pat Hingle 飾演〉）
- 一個叫做地獄的小鎮（英语：A Town Called Bastard）（La Bomba〈Al Lettieri 飾演〉）
- 飛離航道（英语：Air America (film)）（Lu Soong將軍〈Burt Kwouk 飾演〉）※影碟版。
- 航爆死亡角（英语：Airport '77）（Joseph "Joe" Patroni〈George Kennedy 飾演〉）※朝日電視台版。
- 愛上女主播（甄善美的父親／甄貴成〈玄錫（朝鲜语：현석 (배우)） 飾演〉）
- 大蟒蛇：神出鬼沒（Paul Serone〈Jon Voight 飾演〉）※DVD版。
- 挑戰星期天（Montezuma Monroe〈Jim Brown 飾演〉）※日本電視台版。
- 回到未來（Marvin Berry〈Harry Waters Jr. 飾演〉）※富士電視台版。
- 黑巖喋血記（英语：Bad Day at Black Rock）（Coley Trimble〈Ernest Borgnine 飾演〉）※東京電視台版。
- 決戰猩球 (1973年電影) ※富士電視台版。
- 怒河（英语：Bend of the River）（Red）※富士電視台版。
- 賓漢 (1959年電影)（Quintus Arrius〈Jack Hawkins 飾演〉）※日本電視台新錄製版。
- 驚弓之鳥（英语：Bird on a Wire (film)）（Albert Diggs〈Bill Duke 飾演〉）※朝日電視台版。
- 阿爾卡特茲的養鳥人（英语：Birdman of Alcatraz (film)）（Bull Ransom〈Neville Brand 飾演〉）
- 悍將奇兵（英语：Breakdown (1997 film)）（Warren "Red" Barr〈J. T. Walsh 飾演〉）※VHS、DVD版。
- 選舉追緝令（英语：Bulworth）（Vinnie〈Richard C. Sarafian 飾演〉）※DVD版。
- 鬼馬小精靈：新生報到（英语：Casper: A Spirited Beginning）（Kibosh〈James Earl Jones 配音〉）
- 謎中謎（Herman Scobie〈George Kennedy 飾演〉）※朝日電視台版。
- 烈火戰車 ※機內上映版1。
- 歡喜城（英语：City of Joy (film)）（Ghatak〈Shyamanand Jalan 飾演〉）
- 彩色響尾蛇（英语：Colors (film)）（Sheriff Foster〈Virgil Frye 飾演〉、黑人1、廚師2、警官22）※朝日電視台版。
- 來去美國（英语：Coming to America） ※富士電視台版。
- 魔鬼司令（Cooke〈Bill Duke 飾演〉）※TBS版。
- 賣身契 (1978年電影)（多多星〈Russell Cawthorne 飾演〉）
- 黑街喋血（英语：Coogan's Bluff (film)）（James Ringerman〈Don Stroud 飾演〉）※日本電視台版[註 12]。
- 鱷魚先生（英语：Crocodile Dundee II） ※朝日電視台版。
- 吾愛吾父（英语：Dad (film)）（Chad醫師〈Zakes Mokae 飾演〉）※VHS版。
- 夜魔水晶（英语：The Dark Crystal）（斯凱克部落首領〈傑里·尼爾森（英语：Jerry Nelson） 飾演〉）※BD版。
- 生人勿近（英语：Dawn of the Dead (1978 film)）（Millard Rausch博士〈Richard France 飾演〉）※東京電視台版[註 13]。
- 憤怒的末日（英语：Day of Anger）（Hart Perkins〈Romano Puppo 飾演〉）
- Deadlocked (2000年電影)（Jacob Doyle〈Charles S. Dutton 飾演〉）
- 核彈快車（英语：Death Train）（Alex Tierney〈Ted Levine 飾演〉）
- 截殺威龍（英语：Death Warrant (film)）（Degraff看守長〈Art LaFleur 飾演〉）※VHS版。
- 激流四勇士（山中男子〈Bill McKinney 飾演〉）※朝日電視台版。
- 魔鬼雨（英语：The Devils Rain）（Jonathan "John" Corbis〈Ernest Borgnine 主演〉）
- 扭轉未來（Bob Riley〈Stanley Anderson 飾演〉）
- 龍拳 ※富士電視台版。
- 萬世英雄（英语：El Cid (film)）（García Ordóñez伯爵〈Raf Vallone 飾演〉）※東京電視台版。
- 象人（夜警〈Michael Elphick 飾演〉）※TBS版[註 12]。
- 全民公敵（Phil Hammersley眾議員〈Jason Robards 飾演〉）※VHS、DVD版。
- 全面追捕令（英语：The Enforcer (1976 film)）（Big Ed Mustapha〈Albert Popwell飾演〉）※朝日電視台版[註 12]。
- 以毒攻毒（英语：Exit Wounds）（Frank Daniels〈Bruce McGill 飾演〉）※DVD版。
- 愛情終結者（英语：The Exterminator）（Gino Pontivini〈Dick Boccelli 飾演〉）※富士電視台版[註 12]。
- 遠離家園（Bourke〈Wayne Grace 飾演〉）
- Flipper（Captain Black Jack）
- 六壯士續集（英语：Force 10 from Navarone (film)）（Dražak〈Richard Kiel 飾演〉）※朝日電視台版。
- 關鍵時刻（Sutch上校〈James Cosmo 飾演〉）※東京電視台版。
- 霹靂神探（Pierre Nicoli〈Marcel Bozzuffi 飾演〉）※富士電視台版[註 11]。
- 亡命大煞星（英语：The Getaway (1972 film)） ※1982年朝日電視台版。
- 魔鬼剋星2（維戈、市府工作員工〈本·斯泰因 飾演〉）※機內上映版。
- 光榮戰役（John Rawlins曹長〈Morgan Freeman 飾演〉）※日本電視台版。
- 教父（英语：The Godfather Saga）（Don Fanucci〈Gastone Moschin 飾演〉）※東京電視台版[註 14]
- 骷髏13（Douglas）[註 15]
- 第三集中營（Haynes〈Lawrence Montaigne 飾演〉）※富士電視台版[註 12]。
- 偉大的沉默（英语：The Great Silence）
- OK牧場大決鬥（Ike Clanton〈Lyle Bettger 飾演〉）※日本電視台版。
- 雙虎將大追蹤（英语：Guns for San Sebastian） ※朝日電視台版。
- 經典戰役：決戰沖繩島（英语：Halls of Montezuma (film)）（Pigeon Lane〈Jack Palance 飾演〉）※富士電視台版。
- 吊人索（英语：Hang 'Em High）（Reno〈Joseph Sirola 飾演〉）※朝日電視台版。
- 1996暴力衝鋒隊（英语：Harley Davidson and the Marlboro Man）（Jack Daniels〈Big John Studd 飾演〉）※VHS版。
- 哈泰利（英语：Hatari!）（Luis Francisco Garcia Lopez〈Valentin de Vargas 飾演〉）
- 突襲魔鬼嶺（英语：Hell Is for Heroes (film)）（Stan Kolinsky〈Mike Kellin 飾演〉）
- 上流社會（英语：High Society (1956 film)）（Louis Armstrong[註 16]）※TBS版。
- 致命ID（District Attorney〈Marshall Bell 飾演〉）※東京電視台版。
- 月黑風高殺人夜（幫派）※朝日電視台版[註 12]。
- 諜報飛龍續集（英语：In Like Flint）（Carter上校〈Steve Ihnat 飾演〉）
- ID4星際終結者（Marty Gilbert〈Harvey Fierstein 飾演〉[18]）※朝日電視台版。
- 巨人殺手傑克（英语：Jack the Giant Killer (1962 film)）（Pendragon〈Torin Thatcher 飾演〉）
- 詹姆士·龐德大戰皇家賭場（Smernov〈Kurt Kasznar 飾演〉）※日本電視台版。
- 搶錢袋鼠（英语：Kangaroo Jack）（Blue〈Bill Hunter 飾演〉）
- 相信愛情（英语：Keeping the Faith）（Havel神父〈Miloš Forman 飾演〉）
- 蓋世梟雄（英语：Key Largo (film)）
- 龍之吻 ※東京電視台版。
- 魔幻迷宮 ※富士電視台版。
- 冒險者（英语：The Last Adventure (1967 film)）（傭兵〈Hans Meyer 飾演〉）※TBS版[註 12]。
- 生死鬥（英语：The Last Hard Men (film)）（Will Gant〈John Quade 飾演〉）
- 終極悍將（英语：Last Man Standing (film)）（Jack McCool〈R.D.Call 飾演〉）※影碟版。
- 龍吟虎嘯（英语：The Law and Jake Wade）（Wexler〈DeForest Kelley 飾演〉）
- 獨行俠野狼（英语：Lone Wolf McQuade）
- 碧血長天（John Howard少校〈Richard Todd 飾演〉、Josef "pips" Priller〈Heinz Reincke 飾演〉）※朝日電視台版。
- 曼波舞（英语：Mad About Mambo）（Sidney McLoughlin〈Brian Cox 飾演〉）
- 衝鋒飛車隊2（Wex〈Vernon Wells 飾演〉）※富士電視台版。
- 叛世情花（修道院長〈Günter Meisner 飾演〉）※VHS版。
- 豪勇七蛟龍 ※朝日電視台版。
- 鄧迪少校（Samuel Potts〈James Coburn 飾演〉）※TBS版。
- 耍酷一族（Jared Svenning〈Michael Rooker 飾演〉）
- McBain（英语：McBain (film)）（哥倫比亞總統〈Victor Argo 飾演〉）※VHS版。
- 午夜快車
- 午夜狂奔（Tony〈Richard Foronjy 飾演 〉）※朝日電視台版。
- 中途島（英语：Midway (film)）（Vinton Maddox上校〈James Coburn 飾演〉）※朝日電視台版。
- 奇蹟（李志飛〈羅烈 飾演〉）
- 醉步迷猴 (1979年電影)
- 怒海斬白鯨（英语：Moby Dick (1956 film)）（法拉斯克〈西穆斯·凱利 飾演〉）※朝日電視台版。
- 窈窕奶爸（Frank Hillard〈Harvey Fierstein 飾演〉）※VHS版。
- My Name Is Pecos（英语：My Name Is Pecos）（Joe Kline〈Pier Paolo Capponi 飾演〉）
- 白宮風暴（英语：Nixon (film)）（Henry Kissinger〈Paul Sorvino 飾演〉）
- 四海兄弟 ※朝日電視台版。
- 圍殲街頭（英语：Panic in the Streets (film)）（Beau Clyde〈Emile Meyer 飾演〉、攝影師、警官4、警官10、警官15）
- 逃離惡魔島（Julot〈Don Gordon 飾演〉）※富士電視台版[註 13]。
- 人猿星球（Julius〈Buck Kartalian 飾演〉）※TBS版[註 10]、（中尉）※富士電視台版[註 10]。
- 亡命七金剛（英语：Play Dirty）（Boudesh〈Scott Miller 飾演〉）※朝日電視台版[註 11]。
- 大力水手卜派 (1980年真人電影版)（Bluto〈Paul L. Smith 主演〉）
- 終極戰士（Homer Phillips少將〈R. G. Armstrong 飾演〉）※富士電視台版。
- 驚魂記 (1960年電影)（Milton Arbogast〈Martin Balsam 飾演〉）※TBS版。
- The Questor（英语：The Questor Tapes）（穆勒）
- 電台謀殺案（英语：Radioland Murders）（Walt Whalen將軍〈Ned Beatty 飾演〉）
- 彩虹大道（英语：Rainbow Drive）（漢斯·羅里格〈詹姆斯·勞朗森（英语：James Laurenson） 飾演〉）※東京電視台版。
- 七俠歸來（英语：Return of the Seven）（Frank〈Claude Akins 飾演〉）
- 重返奧茲國（英语：Return to Oz）（Nome王／Worley醫師〈Nicol Williamson 主演〉）※電視播出版。
- 與狼共枕（英语：Revenge (1990 film)）（Cesar〈Tomás Milián 飾演〉）※VHS、DVD版。
- 午後槍聲（Elder Hammond〈John Anderson 飾演〉）
- 俠盜王子羅賓漢（小約翰〈尼克·布林柏（英语：Nick Brimble） 飾演〉）※VHS版。
- 火線衝突（英语：Rules of Engagement (film)）（MajGen Perry將軍〈Dale Dye 飾演〉）※影蝶版。
- 孤城虎將（英语：Sahara (1943 film)）（Tambul曹長〈Rex Ingram 飾演〉）※朝日電視台版。
- 霸王妖姬（英语：Samson and Delilah (1949 film)）
- 稻草人（英语：Scarecrow (1973 film)）（Bartender〈Frank Chartier 飾演〉）※朝日電視台版。
- 深海巡弋（英语：SeaQuest）（Charles Fort〈J. A. Preston 飾演〉）
- 約克軍曹（英语：Sergeant York (film)）（Buxton少校〈Stanley Ridges 飾演〉）
- 英雄一身膽（英语：Sharky's Machine (film)）（Highball〈Hari Rhodes 飾演〉）※朝日電視台版[註 12]。
- 死亡之火 (1997年電影)
- Sheriff with the Gold (1966年電影)（Vargas〈Bob Messenger〉）※TBS版。
- 西西里黑幫（Jack〈Sydney Chaplin 飾演〉）
- 沉默的火腿（英语：The Silence of the Hams）（Animal Cannibal Pizza博士〈Dom DeLuise 飾演〉）
- Slow Burn (1989年電影)（Scapeli〈William Smith 飾演〉）※東京電視台版。
- 超世紀諜殺案（Hatcher〈Brock Peters 飾演〉）※富士電視台版。
- 星艦奇航記：下一代（Damon、Charles Cooper）
- 星艦奇航記：重返地球（Seamus〈Richard Riehle 飾演〉、Kuala大使）
- 星際大戰4：曙光乍現（無線電聲音）※日本電視台版。
- 一家之鼠（Sherman刑事〈Jon Polito 飾演〉）※劇院公映、VHS版。
- 忍者龜II（英语：Teenage Mutant Ninja Turtles II: The Secret of the Ooze）（Splinter）
- 鐵血警徽（英语：The Tin Star）（Bart Bogardus〈Neville Brand 飾演〉）
- 梅岡城故事（Tom Robinson〈Brock Peters 飾演〉）※朝日電視台版。
- 决戰世界之巔（英语：Top of the World (1997 film)）（Doc 'The Butcher'〈Peter Coyote 飾演〉）
- 西部騎士（英语：Villa Rides）
- 呆呆向前衝（英语：The Waterboy）（Farmer Fran〈Blake Clark 飾演〉）
- 反斗智多星（英语：Wayne's World (film)）（Koharski巡査〈Frederick Coffin 飾演〉）
- 異想天開大逃亡（英语：What Did You Do in the War, Daddy?）（里佐中士〈阿爾多·雷（英语：Aldo Ray） 飾演〉）
- When Eight Bells Toll（英语：When Eight Bells Toll (film)）（Anthony Skouras〈Jack Hawkins 飾演〉）※朝日電視台版[註 11]。
- 羅密歐與茱麗葉之後現代激情篇（Fulgencio Capulet〈Paul Sorvino 飾演〉）※富士電視台版。
- 百戰寶槍（英语：Winchester '73）
- 師弟出馬（阿標〈樊梅生 飾演〉）※富士電視台版[註 13]。

#### 電視影集
- 環遊世界80天（英语：Around the World in 80 Days (miniseries)）（Phillips〈Bill Bailey〉）
- 神仙家庭（英语：Bewitched）－第78、132集。 ※TBS版。
- 納尼亞傳奇 (1988年BBC電視影集)（Aslan）
- 神探可倫坡（Murph〈Arthur Batanides〉）－第23集、（Gene Stafford〈Phil Bruns〉）－第26集／※日本電視台版、（Lawrence Melville〈Otis Young〉）－第34集。
- 警察故事（Phil Bartoli〈Jon Polito〉）
- 閃電俠 (1990年電視影集)（Beaugarde Lesko〈Jimmie F. Skaggs〉）※日本電視台版。
- CSI犯罪現場：紐約（Nick Vicenzo〈Jude Ciccolella〉）－第9集。
- 荒野女醫情（英语：Dr. Quinn, Medicine Woman）（Tate Rankin〈Don Stroud〉、Danforth〈Frederick Coffin〉、Samuel Morrison少校〈Dan Lauria〉）※NHK版。
- 「法」妻（Jonas Stern〈初代／Kevin Conway〉）
- The Hat Squad（英语：The Hat Squad）（Mike Ragland〈James Tolkan〉）
- 夏威夷神探（TC〈Roger E. Mosley〉）※TBS版。
- 馬可波羅 (1982年電視影集)（高麗王）
  - 馬可·波羅遊記（忽必烈〈布萊恩·丹內利〉）
- 雙面麥斯（英语：Max Headroom (TV series)）（Blank Reg〈William Morgan Sheppar〉）
- 女作家與謀殺案（英语：Murder, She Wrote） ※NHK版。
  - 第1季（Ed Potts保安官〈Cliff Potts〉）－第22集。
  - 第2季（其他配角）－第13、18集。
  - 第2季（Faraday警部〈G. W. Bailey〉）－第22集。
  - 第3季（Drock署長〈John Schuck〉）－第10集。
- 密諜（墨西哥人Sam〈Larry Taylor〉）－第14集
- 洛克福德檔案（英语：The Rockford Files）
- 三國演義（孟獲〈胡戰利〉）※NHK-BS2版。
- 舊金山國際機場（英语：San Francisco International Airport (TV series)）（Dobkin〈Marc Hannibal〉）※朝日電視台版。
- 星際之門：SG-1（Bra'tac〈Tony Amendola〉）
- 史蒂芬金之世紀風暴（英语：Storm of the Century）（Robert "Robbie" Beals〈Jeffrey DeMunn〉）
- 說書人（英语：The Storyteller (TV series)）（皇帝〈John Franklyn-Robbins〉）
- X檔案 (第5季)（Jacob Steven Haley〈Daniel von Bargen〉）－第18集。
- 原野飆龍（英语：The Young Riders）（McKenna〈Ron Phillips〉、William）※NHK版。

#### 動畫
- 丁丁歷險記（Hawks、Alonso）
- 阿拉丁 (電影)（冰顏、Amok）
- 狂歡三寶（Thaddeus Plotz〈Frank Welker〉）
- 動物遠征隊（英语：The Animals of Farthing Wood (TV series)）（The Animals of Farthing Wood）
- 貓兒歷險記（牛奶配送員）
- 美女與野獸（Monsieur D'Arque〈Tony Jay〉）
- 美女與野獸：貝兒的奇幻世界（Webster〈Jim Cummings〉）
- 恐龍（Yar〈Ossie Davis〉）
- 唐老鴨俱樂部（El Capitan〈Jim Cummings〉）※WOWOW版。
- 大力士（英语：Hercules (1998 TV series)）（波塞冬 等）
- 歷險小恐龍（英语：The Land Before Time）系列（旁白〈John Ingle〉）
  - 歷險小恐龍3（英语：The Land Before Time III: The Time of the Great Giving）
  - 歷險小恐龍5（英语：The Land Before Time V: The Mysterious Island）
  - 歷險小恐龍4（英语：The Land Before Time IV: Journey Through the Mists）
  - 歷險小恐龍6（英语：The Land Before Time VI: The Secret of Saurus Rock）
- 羅賓漢 (1973年電影動畫)（理查王）
- 星際大戰：DROID的大冒險（馬拉繆·特德）※DVD版。
- 封神榜（文王）
- 泰坦A.E.（Tek〈Tone Loc〉）
- 小小湯姆與傑利（Spyke、影子、貓）
- 忍者龜2：黏漿的秘密（Shredder）

#### 國產電影
- 骷髏13（Douglas）

### 特攝影集
1972年
- 超人巴狼1號（的聲音、回想魔人的聲音）
- 變身忍者·嵐（毒的聲音）

1973年
- 閃電人（的聲音、的聲音）
- 超人力霸王太郎（臼怪獣莫其隆的聲音）
- 人造人間電腦奇俠（的聲音、的聲音）
- 電腦奇俠01（的聲音、銀龍蝦的聲音、妖怪機器貓的聲音、闇影騎士的聲音〈第3代〉、大猩猩的聲音、大星星二世的聲音）

1974年
- 閃電人F（α的聲音、的聲音、再生的聲音）
- 超人力霸王太郎（醉漢怪獸貝隆的聲音、竊賊怪獸朵洛崩的聲音）
- 超人力霸王雷歐（月光怪獸奇拉拉的聲音）
- SF劇場 猴子軍團（沙波副官的聲音）
- 電腦奇俠01（瓦爾達的聲音）
- 戰鬥電人查勃卡（旁白[註 17]）

1975年
- 伏魔三劍俠（的聲音）
- 秘密戰隊五連者（毒牙假面的聲音、銀熱假面的聲音）

1976年
- 大眼睛（的神仙〈仙人〉）
- 忍者捕手（鏡行者的聲音）
- 秘密戰隊五連者（軍艦假面的聲音）

1977年
- 快傑兹巴特（的聲音）
- 摔角之星 阿茲特克皇帝（殺手熊澤的聲音）

1978年
- 透明的小鳥（土精的聲音、魔之谷巨人的聲音）
- UFO大戰爭 戰鬥吧！紅老虎（斯帕指揮官的聲音、蓋拉指揮官的聲音、馬爾坎指揮官的聲音）

1979年
- 戰鬥狂熱J（怪人的聲音、怪人的聲音、怪人的聲音、恐龍怪人的聲音、怪人的聲音、海德怪人的聲音）

1980年
- 超人力霸王80（醫師）
- 電子戰隊電磁人（電磁星人的聲音）
- 我們是棒球偵探團（廣播）

1981年
- 太陽戰隊太陽火神（雷電銀河／雷電銀河怪人的聲音、恐怖海蛇洞的聲音、餓鬼蒙加的聲音）
- 機器人小8（蟑螂人的聲音〈初代〉、毛萊斯的聲音〈第2代〉、機器人貝斯姬棄多拉的聲音、怪機器人的聲音、巴卡斯的聲音）

1982年
- 宇宙刑事卡邦（唐·荷拿〈第2代[註 18]〉的聲音、獸星殭屍A的聲音、口蝦蛄怪的聲音、毒蛇怪的聲音）
- 大戰隊風鏡V（章魚莫茲的聲音、壁虎莫茲的聲音、獵豹莫茲的聲音 等）
- 機器人小8（毛萊斯的聲音〈第2代〉）
- 同位穿孔檢驗機器人丸（蓋德的聲音）

1983年
- 宇宙刑事Sharivan（聖人的聲音）
- 劇場版 同位穿孔檢驗機器人丸（蓋德的聲音）
- 科學戰隊炸藥人（帝王亞頓的聲音）
- 寵物咚（星總統的聲音）

1984年
- 劇場版 宇宙刑事Shaider（奧米加的聲音）

1985年
- 宇宙刑事特別篇 3位宇宙刑事大集合!!（天的聲音）
- 電擊戰隊變化人（邱戴依的聲音）
- 劇場版 電擊戰隊變化人（邱戴依的聲音）
- 劇場版 電擊戰隊變化人 穿梭基地！千鈞一髮！（邱戴依的聲音）

1986年
- 時空戰士Spielban（守護神瓦拉的聲音）

1987年
- 假面騎士BLACK（創世王的聲音）
- 超人機梅塔路達（帝王神涅羅斯的聲音、鎧武軍團激鬥士截姆涅的聲音、戰鬥機器人軍團豪將卡爾德斯的聲音、怪物軍團豪將布萊迪的聲音、怪物軍團豪將達念的聲音）
- 劇場版 超人機梅塔路達（帝王神涅羅斯的聲音）

1988年
- 世界忍者戰磁雷矢（杉谷惡之坊的聲音、暗黑劍的聲音）
- 超獸戰隊生命人（地震頭腦的聲音、空間頭腦的聲音）

1989年
- 高速戰隊渦輪連者（暴魔大帝拉貢的聲音）
- 劇場版 高速戰隊渦輪連者（暴魔大帝拉貢的聲音）

1990年
- 地球戰隊五人組（阿米巴銀的聲音）

1991年
- （傳說大蛇的聲音）

1992年
- （間宮幸太郎之靈的聲音）
- 恐龍戰隊獸連者（搗蛋小鬼布酷巴庫的聲音）

1994年
- 忍者戰隊隱連者（酒吞童子〈兄〉的聲音）

1995年
- 重甲B-Fighter（首領加歐姆的聲音）
- 劇場版 重甲B-Fighter（首領加歐姆的聲音）

1996年
- 激走戰隊車連者（UU烏林／再生UU烏林的聲音）

1997年
- 激走戰隊車連者VS王連者（巴拉車怪的聲音）
- 電磁戰隊百萬連者（豬扭曲的聲音）

1998年
- 星獸戰隊銀河人（破王巴特巴斯的聲音）

1999年
- 星獸戰隊銀河人VS百萬連者（破王巴特巴斯的聲音）

### 廣播劇CD
- EREMENTAR GERAD 廣播劇CD第3卷（主人）
- 王家的紋章（里德）
- 餓狼傳說2 THE NEWCOMERS（警察署長）
- 夏洛克·福爾摩斯「巴斯克维爾家的獵犬」（弗蘭克蘭）
- 絕對服從命令2「鑽石」（愛德華·韋尼克）
- 流星LOVE STORY系列  Vol.1（高田剛宗的父親）
- Legend of Crystania ～開始的冒險者們～（姆哈）

### 廣播劇
- NHK FM劇場「明日、四十」（2002年）
- 魔神英雄傳4（魔動神亞姆拉）
- All Night-NIPPON 永遠的大和號（卡桑總司令）
- All Night-NIPPON 特別節目 假面騎士10號誕生紀念·石森章太郎的All Night-NIPPON內的廣播劇場『假面騎士ZX』（毒蛾怪人）

### 旁白
- Super J Channel
- BS Cinema的贈禮
- BS世界紀錄片（NHK-BS1）
- NHK特集（NHK綜合）
- 宇宙數碼圖鑑（NHK綜合）
- 地球的街角（NHK綜合）

### 布偶劇
- （龍）
- 兒童布偶劇場
  - 「不來梅的城市樂手」（小偷集團首領）
  - 「河邊的夥伴們」
  - （蟒蛇）
  - 「伊索與狐狸」（獅子）

### 廣告
- 萬代「機動戰士V鋼彈」廣告（的配音，1993年）
- TAKARA「DIACLONE系列」（廣告旁白）

### 其它
- 機動戰士鋼彈0079卡片創建者（約翰·高恩、海因滋·貝爾）
- SANKYO「CR FEVER星際大戰 達斯·維達降臨」（格里弗斯將軍）
- 東京迪士尼海洋 『驚魂古塔』（哈里遜·海陶偉三世）

## 外部連結
- 81 Produce公式官網專設的已故聲優資歷簡介 （页面存档备份，存于） （日語）